# Marcin Kostrzyński
Marcin Kostrzyński (ur. 1970 w Górznie) – polski autor filmów, obserwator przyrody. Z wykształcenia dziennikarz, leśnik, operator kamery, podróżnik. Autor kanału na YouTube ,,Marcin z Lasu” oraz wideobloga w serwisie społecznościowym Facebook.
Marcin Kostrzyński regularnie występuje w takich programach telewizyjnych jak Dzień dobry TVN i Dzika Polska. 

## Życiorys
Urodził się w 1970 roku w Górznie, w powiecie brodnickim, na pograniczu województw kujawsko-pomorskiego, warmińsko-mazurskiego i mazowieckiego. Wychowywał się w rodzinie myśliwych, co sprawiło, że od najmłodszych lat był związany z lasem i przyrodą. Jednak z czasem zrezygnował z polowań, uznając, że euforia po strzale jest radością z zabójstwa. Zamienił strzelbę na aparat fotograficzny i kamerę, poświęcając się filmowaniu zwierząt w ich naturalnym środowisku. Jego kanał na YouTube „Marcin z Lasu” oraz wideoblog na Facebooku zdobyły dużą popularność, szczególnie wśród dzieci i młodzieży. 
Marcin Kostrzyński aktywnie uczestniczy w edukacji ekologicznej, organizując spotkania z dziećmi i młodzieżą, podczas których prezentuje filmy przyrodnicze i opowiada o życiu zwierząt. Rocznie spotyka się z ponad dziesięcioma tysiącami dzieci, starając się zmienić ich spojrzenie na świat i prawa zwierząt.

## Publikacje
- Anegdoty z gdańskiego Zoo - 2024 ISBN 978-83-971521-0-6
- Plotki o zwierzętach - 2021 ISBN 978-83-8154-969-1
- Przyrodyjki - 2021 ISBN 978-83-8139-799-5
- Puszcza - 2020 ISBN 978-83-8154-621-8
- Gawędy o wilkach i innych zwierzętach - 2018 ISBN 978-83-8139-086-6

## Nagrody
Jego twórczość została doceniona licznymi nagrodami, m.in. Nagrodą Popularyzator Nauki, Pucharem Prezydenta RP, GRAND PRIX na III Festiwalu Filmów Popularnonaukowych w Sopocie w 2008 roku oraz GRAND PRIX X Ogólnopolskiego i VI Międzynarodowego Festiwalu Filmów Ekologicznych im. Macieja Łukowskiego EKOFILM. Otrzymał również Medal Polskiej Niezapominajki 2017, Pozytywkę Dzień Dobry TVN 2018 oraz Nagrodę Esencja Natury 2018.